# Rehmiodothis inaequalis
Rehmiodothis inaequalis är en svampart som först beskrevs av Mordecai Cubitt Cooke, och fick sitt nu gällande namn av H.J. Swart 1987. Rehmiodothis inaequalis ingår i släktet Rehmiodothis och familjen Phyllachoraceae.   Inga underarter finns listade i Catalogue of Life.